# Charles Cristofini
Charles Cristofini (16 juillet 1913 à Garlin, Basses-Pyrénées, France - 27 décembre 2005) est un cadre et haut fonctionnaire français. 

## Biographie
En 1959, Cristofini est nommé président de la SEREB, société chargée de concevoir la balistique des engins nucléaires français.
Charles Cristofini est le premier président de l’Association pour le Développement de l’Enseignement et des Recherches en Aquitaine, A.D.E.R.A. de 1967 à 1969. Il dirige de 1970 à 1973 (en tant qu'administrateur-gérant) le Consortium franco-allemand pour le satellite Symphonie (Cifas).